# Dicrotendipes crypticus
Dicrotendipes crypticus är en tvåvingeart som beskrevs av Epler 1987. Dicrotendipes crypticus ingår i släktet Dicrotendipes och familjen fjädermyggor.
Artens utbredningsområde är New Mexico. Inga underarter finns listade i Catalogue of Life.